# Offerfynd
Offerfynd är en arkeologisk benämning på gudaoffer från förhistorisk tid. De kan bestå av födoämnen, redskap, smycken, vapen, skatter av ädelmetaller och så vidare och har ofta sänkts ned i igenväxande sjöar och vattendrag, där de nu påträffas som mossfynd.
Offerfynd har kunnat dateras tillbaka till yngre stenåldern men speciellt under bronsåldern. Från den yngre romerska järnåldern och folkvandringstiden har fynd tillvaratagits i danska mossar där man efter stora strider offrat vapen och annan utrustning.
I den svenska lappmarken har gjorts offerfynd i form av renhorn och djurben vid markeringar för så kallade sejtar. I ett tiotal fall har gjorts offerfynd bestående av metallföremål av tenn, brons och silver, oftast prydnadsföremål av östliga eller baltiska typer från vikingatidens slut och tidig medeltid.